# Megaoperativo Alud 2017
El Megaoperativo Alud 2017 fue una operación de la Policía Nacional del Perú que permitió la desarticulación de la organización criminal denominada "Los Rucos", una organización dedicada al tráfico de terrenos, sicariato y extorsión.

## Antecedentes
"Los Rucos" era liderado por Jorge Antonio Anable Palacios, un dirigente de un sindicato de construcción civil que era conocido con el alias de "Ruco". Además, entre sus filas tenía como integrante a Richard Ramos Ávalos, alias "Colita", quien por entonces era el alcalde de Chilca. De esta forma, operando con funcionarios municipales, sindicatos, financistas y policías, "Los Rucos", aprovechando su nexo con la municipalidad, usurpaban terrenos a la par que obtenían los títulos de propiedad de estos. Paralelamente, "Los Rucos" se encargaban del cobro de cupos a los encargados de obras y realizaban atentados contra los críticos del alcalde.

## Megaoperativo
Tras un trabajo de inteligencia, se dio paso al megaoperativo denominado "Alud 2017" el 6 de abril de dicho año. En el transcurso de la operación se intervino de forma simultánea diversos inmuebles ubicados en Lurín, Pucusana, Chilca, Imperial y Paracas. Se detuvo a 37 personas (entre ellas 7 policías y el alcalde de Chilca). Además, se incautó 7 armas, 111 municiones y 21 vehículos.